# Premiul France Culture-Télérama
Premiul France Culture-Télérama (în franceză Prix France Culture-Télérama) este un premiu literar francez anual, creat în 2006 prin asocierea dintre postul de radio France Culture și revista Télérama pentru a onora una dintre cărțile publicate la începutul anului calendaristic. Urmează premiului France Culture creat în 1979.
El se deosebește de premiile acordate lucrărilor publicate la începutul anului școlar din septembrie, precum premiul Goncourt sau premiul Femina. Acest premiu anual recompensează o operă de ficțiune scrisă în franceză și publicată în ianuarie sau februarie. Se acordă o sumă de 5.000 de euro și este acordat la Târgul de Carte de la Paris de către președintele juriului.

## Laureați
- 2006: François Bégaudeau – Entre les murs (În clasă)[1]
- 2007: Régis Jauffret – Microfictions
- 2008: Véronique Ovaldé – Et mon cœur transparent
- 2009: Antoine Bello – Les Éclaireurs
- 2010: Élisabeth Filhol – La Centrale
- 2011: Nicolas Fargues – Tu verras
- 2012: Alain-Julien Rudefoucauld - Le Dernier Contingent
- 2013: Frédéric Roux – Alias Ali
- 2014: Maylis de Kerangal – Réparer les vivants
- 2015: Éric Reinhardt – L'Amour et les Forêts
- 2016: Olivier Bourdeaut - En attendant Bojangles
- 2017: Léonor de Récondo - Point cardinal
- 2018: Pauline Delabroy-Allard - Ça raconte Sarah
- 2019: Emma Becker - La Maison
- 2020: Lola Lafon - Chavirer
- 2021: Mathieu Palain - Ne t'arrête pas de courir